# میشل آلبورتو
میشل آلبورتو (انگلیسی: Michele Alboreto؛ زادهٔ ۲۳ دسامبر ۱۹۵۶ در میلان، درگذشتهٔ ۲۵ آوریل ۲۰۰۱ در یورواسپیدوی لوشیتز، آلمان) رانندهٔ مسابقات اتومبیل‌رانی اهل ایتالیا بود. او در مسابقات فرمول یک فصل ۱۹۸۵ پس از آلن پروست در جایگاه دوم قهرمانی قرار گرفت. آلبورتو از فصل ۱۹۸۱ تا ۱۹۹۴ در مسابقات فرمول یک شرکت کرد و در این مدت برای چندین تیم، از جمله چهار فصل برای تیم فراری رانندگی کرد.